# Partis conservateurs au Canada
Il y a un certain nombre de partis conservateurs au Canada, un pays traditionnellement dominé par deux partis politiques, un libéral et un conservateur.

## Mouvement conservateur au fédéral

### De libéral-conservateur à progressiste-conservateur
| |  |                                         |  |  |  |                                        |  |  |  |  |  |
| Parti libéral-conservateur (...-1873) Parti conservateur du Canada (1873-~1920) Parti libéral-conservateur (1922-1938) Parti conservateur (1938-1942) |  |                                         |  |  |  |                                        |  |  |  |  |  |
| |  |                                         |  |  |  |                                        |  |  |  |  |  |
| Parti progressiste-conservateur du Canada (1942-2003)                                                                                                 |  |                                         |  |  |  |                                        |  |  |  |  |  |
| |  |                                         |  |  |  |                                        |  |  |  |  |  |
| |  |                                         |  |  |  | Parti réformiste du Canada (1987-2000) |  |  |  |  |  |
| |  |                                         |  |  |  |                                        |  |  |  |  |  |
| |  |                                         |  |  |  | Alliance canadienne (2000-2003)        |  |  |  |  |  |
| |  |                                         |  |  |  |                                        |  |  |  |  |  |
| |  |                                         |  |  |  |                                        |  |  |  |  |  |
| |  | Parti conservateur du Canada (2003-...) |  |  |  |                                        |  |  |  |  |  |

Le principal parti politique conservateur du Canada a d'abord été le Parti libéral-conservateur de John A. Macdonald. Il tenait ses racines de la Grande coalition de 1846 qui a préparé la voie de la confédération canadienne. Il a par la suite eu plusieurs noms, bien que plusieurs l'appelait simplement le Parti conservateur (et se militants les « tories »).
En 1942, à la suite de l'élection du premier ministre du Manitoba libéral-progressiste John Bracken au poste de chef, le parti change de nom pour celui de Parti progressiste-conservateur du Canada. Le PPCC a été le principal parti du mouvement conservateur canadien de 1942 à 1993.
De la confédération jusqu'en 1993, les conservateurs et les progressistes-conservateurs ont formé le gouvernement du Canada, en alternance avec le Parti libéral du Canada, pendant plus d'une soixante d'années. Dans la période comprise entre la première élection générale en 1867 et l'élection fédérale de 1993, le parti conservateur (sous ces différents noms) a toujours formé soit le gouvernement, soit l'opposition officielle (à l'exception de l'élection de 1921).

### Fin des progressistes-conservateurs et montée des réformistes
En 1993, le Parti progressiste-conservateur subi la pire défaite de son histoire. Il passe d'une situation de gouvernement majoritaire à seulement 2 sièges à la Chambre des communes du Canada. Pour la deuxième fois de son histoire, ne se retrouve pas en première ou en deuxième position (les conservateurs étaient arrivés en troisième place à l'élection de 1921). Avec ses deux députés, le parti se place en cinquième et dernière position à la Chambre des communes, derrière les libéraux, les bloquistes, les réformistes et les néo-démocrates.
Le Parti réformiste est un parti populiste et conservateur issu de l'Ouest canadien qui s'approprie les appuis traditionnels du Parti conservateur, tandis que le Bloc québécois est un parti indépendantiste qui s'approprie les appuis des conservateurs au Québec, où ils étaient populaires auprès des nationalistes pour leurs politiques décentralisatrices. Le Parti réformiste et le Parti progressiste-conservateur remportent une part comparable des suffrages en 1993 et dans les élections subséquentes, mais sous le mode scrutin uninominal majoritaire à un tour, les réformistes remportent beaucoup plus de sièges grâce à leur plus grande concentration régionale dans l'Ouest. De leur côté, les appuis aux progressistes-conservateurs sont éparpillés à travers le pays.
Dans l'élection fédérale canadienne de 1997, les réformistes et les progressistes-conservateurs remportent encore des niveaux d'appui semblables et augmentent tous deux leur nombre de sièges : le Parti réformiste passe de 52 à 60 et les progressistes-conservateurs de 2 à 20. Malgré ces succès, aucun des deux partis ne menace le pouvoir des libéraux : si les réformistes dominent à l'ouest et les progressistes-conservateurs dominent à l'est, en Ontario les deux partis se font compétition pour le même électorat, ce qui garantit l'élection des libéraux par la division des voix. Les réformistes lancent donc l'initiative de l'Alternative unie dans le but d'«& unir la droite » (Unite the Right). Ces tentatives de pourparlers sont rejetés d'office par plusieurs tories qui se considèrent comme le parti conservateur national de John A. Macdonald et qui ne pardonnent pas aux réformistes d'avoir divisé le vote conservateur ; toutefois, l'Alternative unie réussit à attirer certains Blue Tories provinciaux et le Parti réformiste se réorganise pour former l'Alliance canadienne, appelée officiellement l'Alliance réformiste conservatrice canadienne.
Dans l'élection fédérale de 2000, les progressistes-conservateurs tombent à 12 sièges, tandis que l'Alliance canadienne fait des gains modestes. Suivant l'élection, et malgré les difficultés du leadership de l'Alliance, les progressistes-conservateurs sont incapables de faire des gains importants dans les sondages, et l'ancien premier ministre Joe Clark démissionne du poste de chef. À la suite de la démission de Clark, Peter MacKay est élu lors du congrès d'investiture du parti de 2003. MacKay lance un processus de négociations qui mènent à la fusion du Parti progressiste-conservateur avec l'Alliance canadienne en une création nouvelle : le Parti conservateur du Canada. Toutefois, la fusion déplaît à certains Red Tories, dont Clark, qui refusent de rejoindre le nouveau parti.

### Le Parti conservateur du Canada d'aujourd'hui
Le succès de la fusion du Parti progressiste-conservateur et de l'Alliance canadienne est suivi un succès modéré lors de l'élection de 2004 : le nouveau parti remporte 99 sièges sur 308, une augmentation non négligeable par rapport aux 72 de 301 sièges détenus avant l'élection, et les 78 sièges remportés par les deux partis différents en 2000. Toutefois, leur part du vote populaire est inférieur de 7 % au total combiné des résultats des deux partis en 2000. Malgré cela, la fin de la division du vote permet de remporter suffisamment de sièges pour réduire les libéraux à un gouvernement minoritaire.
Le chef sortant de l'Alliance canadienne, Stephen Harper, est élu chef du nouveau parti juste avant le déclenchement de l'élection de 2004, ce qui handicape le parti de deux façons. Cela ne leur laisse peu de temps pour organiser leurs forces et de consolider les bases des deux partis fondateurs. De plus, les libéraux dépeignent la fusion des partis comme une victoire des alliancistes et une capitulation totale des progressistes-conservateurs, inquiétant plusieurs électeurs progressistes-conservateurs qui considéraient l'Alliance comme étant trop à droite. L'ancien chef progressiste-conservateur Joe Clark, qui refuse de se joindre au nouveau parti, n'aide pas les choses en appuyant publiquement (quoique sans enthousiasme) les libéraux lors de l'élection.
Paul Martin était parvenu au pouvoir le 12 décembre 2003 à la suite d'une longue guerre avec son prédécesseur Jean Chrétien pour le contrôle du Parti libéral. En tant que ministre des finances de Chrétien pendant la plus grande partie du mandat de ce dernier, Martin avait été extrêmement efficace et populaire, et on s'attendait à ce qu'il domine la scène politique et remporte une majorité impressionnante, possiblement d'une taille record, une fois au pouvoir. L'unification du mouvement conservateur, arrivant en même temps que l'accession de Martin au pouvoir, n'était pas considéré comme un obstacle important à ce but (même si la popularité et les succès attendus de Martin était une des motivations principales derrière la volonté d'unir la droite). Toutefois, le scandale des commandites (par lequel certains membres du Parti libéral détournent des fonds gouvernementaux au profit de leur parti) ainsi que la réaction de Martin le font chuter dans les sondages.
Durant la campagne de 2004, Harper réussit même à devancer Martin pour un certain temps. Martin lance alors une série de publicités négatives, attaquant Harper et le dépeignant comme un extrémiste de droite. Ces attaques réussissent à semer l'inquiétude parmi les électeurs, et Harper ne s'aide pas lui-même en spéculant publiquement qu'il est peut-être en mesure de remporter un gouvernement majoritaire. Les électeurs ne sont pas encore suffisamment à l'aise avec le nouveau Parti conservateur pour vouloir lui accorder une majorité. De plus, quelques candidats conservateurs se laissent aller à des déclarations controversées sur diverses questions sociales. Il en résulte une chute de dernière minute des conservateurs dans les sondages, et les libéraux remportent un gouvernement minoritaire.
Les rumeurs circulent après l'élection que Harper abandonne la direction du parti. Toutefois, il persévère avec un optimise considérable, malgré un écart grandissant dans les sondages entre son Parti conservateur et les libéraux. La Commission Gomery, nommée par Martin pour enquêter sur le scandale des commandites, donne de nouvelles munitions aux conservateurs. Au printemps 2005, les révélations de la commission font de nouveau chuter les libéraux dans les sondages et les conservateurs se retrouvent une fois de plus en tête des intentions de vote. Martin réagit en s'adressant directement aux Canadiens dans un discours télévisé spécial, un geste plutôt rare pour un premier ministre, afin de leur demander d'accorder 10 mois supplémentaires à son gouvernement. Il promet de déclencher une élection dans les 30 jours suivant le dépôt du deuxième rapport de la Commission Gomery. Les conservateurs vont de l'avant pour défaire le gouvernement mais leurs efforts pour faire chuter le gouvernement par une motion de défiance sont réduits à néant par la défection de Belinda Stronach. Stronach avait été candidate lors de la course à la direction du nouveau parti seulement un an auparavant et avait terminé deuxième derrière Harper. Elle traverse le parquet des communes pour se joindre au Parti libéral, affirmant que Harper mettait en péril l'unité du pays en tentant de défaire le gouvernement avec l'aide des indépendantistes du Bloc québécois.
Durant l'été, les conservateurs glissent de nouveau dans les sondages, et des interrogations et critiques se font entendre sur le leadership de Harper et le potentiel de succès électoral du nouveau parti. Lors de la session parlementaire d'automne, malgré les sondages peu favorables, Harper s'y prend de nouveau pour tenter de défaire le gouvernement. Cette fois, tous les partis d'opposition se joignent à lui et sa motion de défiance, appuyée par Jack Layton du Nouveau Parti démocratique, est adoptée le 28 novembre 2005.
Harper lance aussitôt une campagne très centrée sur les idées : il adopte la stratégie de révéler un élément de sa plateforme par jour, et toujours le matin, lui permettant de dominer les manchettes et de placer les autres partis dans une position constante de réaction à ses annonces pour les premières semaines de la campagne. Comme la campagne électorale chevauchait le temps de fêtes, les stratèges libéraux avaient tenu pour acquis que les électeurs ne prêteraient pas d'attention au déroulement de la campagne avant le nouvel an, et mènent en conséquence une campagne plutôt discrète. En janvier, ils se mettent à s'investir davantage dans leur campagne, mais Harper avait déjà réussi à capter l'attention et l'intérêt des Canadiens. De plus, les libéraux se font frapper en plein milieu de la campagne par une enquête de la Gendarmerie royale du Canada sur un scandale relatives aux fiducies de revenu. Les conservateurs prennent l'avance dans les sondages, et cette avance se concrétise de façon convaincante après une bonne performance de Harper lors des débats télévisés entre les chefs des principaux partis. Les libéraux répètent leur stratégie de l'élection précédente et lancent une série de publicités négatives contre Harper. Toutefois, l'effet est le contraire de la dernière fois : la virulence des publicités rebute beaucoup d'électeurs, et les libéraux perdent de nouveau des points. De plus, les sondages démontrent que les Canadiens sont devenus à l'aise avec Stephen Harper et commencent à se faire à l'idée qu'il pourrait être premier ministre du Canada, grâce en bonne partie à la campagne positive qu'il avait menée dans les premières semaines de la campagne presque sans opposition de la part des libéraux.
Dans l'élection fédérale de 2006, tenue le 23 janvier, les conservateurs remportent le plus grand nombre de sièges, avec 124 contre 103 pour les libéraux. Toutefois, ce n'est pas assez pour une majorité et ils forment un gouvernement minoritaire avec seulement 40,3 % des sièges à la Chambre des communes du Canada.

## Partis provinciaux

Partis conservateurs provinciaux, indépendamment de leurs noms :
Au gouvernement
Opposition officielle
Représenté dans la législature
Pas de députés
Gouvernement de consensus

### Progressistes-conservateurs
Un certain nombre de provinces canadiennes possèdent toujours un parti « progressiste-conservateur » ou un parti jadis connu sous ce nom qui a changé de nom indépendamment de la scène fédérale. Ces partis demeurent toujours les principaux partis du conservatisme dans leurs provinces respectives.
- Manitoba
- Nouveau-Brunswick
- Terre-Neuve-et-Labrador
- Nouvelle-Écosse
- Ontario
- Île-du-Prince-Édouard

Le Parti du Yukon et le Parti conservateur de la Colombie-Britannique ont tous deux utilisé le nom « progressiste-conservateur » à une certaine époque, mais ont changé leurs noms au cours des 15 dernières années. Le Parti (progressiste-)conservateur de la Colombie-Britannique s'est effondré en 1952 avec la montée du Parti du Crédit social sous W.A.C. Bennett et n'est plus une force d'importance dans la politique de la province ; aujourd'hui, c'est le Parti libéral de la Colombie-Britannique qui tient lieu de parti de la droite dans cette province, en opposition avec le Nouveau Parti démocratique social-démocrate.
Le Parti saskatchewanais fut formé par des membres du Parti progressiste-conservateur de la Saskatchewan à la suite des scandales de corruption au sein du gouvernement de Grant Devine. Aujourd'hui le parti représente à la fois des partis libéraux et conservateurs au niveau fédéral, unis contre le Nouveau Parti démocratique.
Le Parti conservateur uni en Alberta est issu de la fusion du Parti progressiste-conservateur et du Parti Wildrose.

### Autres partis conservateurs provinciaux
Au Québec, l'Union nationale a été un important parti conservateur qui a formé le gouvernement pendant 25 des 34 ans entre sa fondation en 1936 et la défaite du dernier gouvernement de l'Union nationale en 1970. Le parti avait été fondé par la fusion du Parti conservateur du Québec avec l'Action libérale nationale, une faction qui avait rompue avec le Parti libéral du Québec.
D'autres partis conservateurs ont existé par la suite : l'Action démocratique du Québec (ADQ), représenté à l'Assemblée nationale de 1994 à 2012 et la Coalition avenir Québec, au sein de laquelle l'ADQ a fusionné en 2012 et qui a remporté les élections de 2018. Plus marginal, le Parti conservateur du Québec existe depuis 2012.

### Partis conservateurs marginaux
- Le Parti de l'héritage chrétien du Canada est un parti religieux prônant un conservatisme social et un retour aux principes judéo-chrétiennes
- Le Parti progressiste canadien et fondé par des Red Tories mécontents de la fusion avec l'Alliance canadienne et s'est auto-proclamé le véritable successeur du Parti progressiste-conservateur et affirme prôner un certain conservatisme fiscal avec le progressisme social
- Le Parti libertarien du Canada, comme la plupart des partis libertariens, est décrit comme un parti conservateur dans les médias

## Autres mouvements conservateurs
Le mouvement du crédit social canadien regroupait un certain nombre de partis et organisations socialement conservateurs dans l'Ouest canadien et au Québec. Le plus important de ces partis étaient le Parti du Crédit social de l'Alberta (un prédécesseur du Parti réformiste du Canada) et le Parti du Crédit social de la Colombie-Britannique, qui ont détenu le pouvoir dans leurs provinces respectives pendant des décennies. Le Parti du Crédit social du Canada et le Ralliement créditiste (basé au Québec) ont été d'importants tiers partis à la Chambre des communes pendant plusieurs décennies.

## Sources
- (en) Cet article est partiellement ou en totalité issu de l’article de Wikipédia en anglais intitulé « List of conservative parties in Canada » (voir la liste des auteurs).
- Bob Plamondon, Full Circle: Death and Resurrection in Canadian Conservative Politics (2006)